# Route 373 (Québec)
Pour les articles homonymes, voir Route 373.
La route 373 (R-373) est une route régionale québécoise d'orientation nord / sud située sur la rive nord du fleuve Saint-Laurent. Elle dessert la région administrative du Saguenay–Lac-Saint-Jean.

## Tracé
Son extrémité sud est située dans le secteur de Saint-Méthode à Saint-Félicien, à l'angle de la rue de Saint-Méthode et du pont de la rivière Ticouapé, tandis que son extrémité nord se trouve à la jonction du boulevard Vézina et de la 8e Avenue, à Dolbeau-Mistassini.
D'une longueur de 23 km, la « route de la Friche », appellation locale, sert davantage de raccourci entre les deux villes mentionnées ci-dessus. Parcourir la route 169 via Albanel et Normandin ajoute 21 km au trajet. Les numéros de ces deux portions de routes ont été interchangés en 1996 alors que Jacques Brassard, député de Lac-Saint-Jean, était ministre des Transports sous le gouvernement Bouchard.

## Localités traversées (du sud au nord)
Liste des municipalités dont le territoire est traversé par la route 373, regroupées par municipalité régionale de comté.

### Saguenay-Lac-Saint-Jean
Le Domaine-du-Roy
- Saint-Félicien

Maria-Chapdelaine
- Dolbeau-Mistassini

## Intersections majeures
| MRC                   | Municipalité       | km    | Destinations                | Notes                               |
| --------------------- | ------------------ | ----- | --------------------------- | ----------------------------------- |
| Le Domaine-du-Roy     | Saint-Félicien     | 0,00  | R-169 – Roberval, Normandin |                                     |
| Maria-Chapdelaine     | Dolbeau-Mistassini | 23,00 | R-169 – Alma, Normandin     | La R-373 nord devient la R-169 nord |
| - Transition de route |                    |       |                             |                                     |